# John Sørensen
John Sørensen (n. 5 octombrie 1934, Copenhaga, Danemarca – d. 25 octombrie 2024) a fost un canoist ce a reprezentat Danemarca, medaliat olimpic. A participat la o ediție a Jocurilor Olimpice (1964) în care a câștigat o medalie de bronz.

## Participări
Lista de mai jos prezintă principalele competiții la care a participat John Sørensen de-a lungul carierei.
- canoeing at the 1964 Summer Olympics – men's C-2 1000 metres[*]